# إنريكه لابو ريفوريدو
إنريكه لابو ريفوريدو (بالإسبانية: Enrique Labo Revoredo)‏، من مواليد 2 مارس 1939، حكم كرة قدم بيروفي دولي سابق.
حكم في بطولة كأس العالم لكرة القدم 1982.
حاكم المقابلة التاريخية الجزائر، ألمانيا الغربية في حزيران / يونيو 1982 بفوز الجزائر 2-1
هو حاليا متقاعد ولا يزال يعمل في مجال الرياضة في ليما. راتبه التقاعدي يسمح ليه أن يتمتع مع أطفاله الثلاثة ولديه أربعة أحفاد. هذا كما يسمح له أن يتابع باهتمام كبير أنباء كرة القدم على الصعيدين الوطني والدولي.

## وصلات خارجية
- إنريكه لابو ريفوريدو على موقع Soccerway.com (الإنجليزية)
- إنريكه لابو ريفوريدو على موقع أوليمبيديا (الإنجليزية)